# Головний директор міліції
Головний директор міліції — найвище спеціальне звання вищого начальницького складу міліції (ГУРСМ) НКВС СРСР в 1936–1943 роках.
Звання дорівнювало комісарові державної безпеки 1-го рангу в ГУДБ НКВС СРСР, командармові 1-го рангу в РСЧА і флагманові флоту 1-го рангу в РСЧФ.
Головний директор міліції за рангом був вище від директора міліції.

## Історія звання
Постановою ЦВК СРСР і РНК СРСР від 26 квітня 1936 року наказом НКВС № 157 від 5 травня 1936 року для начальницького складу органів робітничо-селянської міліції НКВС СРСР ввели персональні спеціальні звання, найвищим званням начальницького складу міліції стало звання «головний директор міліції».
9 лютого 1943 року, Указом Президії Верховної Ради СРСР «Про звання начальницького складу органів НКВС і міліції» замість спеціальних звань у РСМ ввели нові, які в середнього та старшого начальницьких складів збігалися з військовими званнями. Для вищого начальницького складу ввели особливі спеціальні звання комісарів міліції 1, 2 та 3 рангів. Замість спеціального звання головного директора введено спеціальне звання комісар міліції 1-го рангу.

## Знаки розрізнення
У 1931 році в міліції для позначення посадових розрядів вводиться система знаків розрізнення посадових рангів подібна до армійської, замість попередньої своєрідної системи побудованої на використанні на петлицях певної кількості «геральдичних щитів». У новій системі молодший командний склад позначався певною кількістю трикутників на петлицях, середній командний та начальницький склад — квадратів («кубарів»), старший командний та начальницький склад — прямокутників («шпал»), вищий командний та начальницький склад — ромбів. В 1936 році в РСМ НКВС вводяться персональні спеціальні звання, а також повністю змінюються знаки розрізнення. На петлицях начальницького складу з'являються просвіти, кількістю відповідною до складу носія. Середній начальницький склад мав по одному просвіту, старший — два, вищий — три просвіти. Також на петлицях, в залежності від звання розташовувалися сріблясті п'ятипроменеві зірочки. Головний директор міліції мав на петлицях з трьома просвітами по чотири зірочки.
З 1939 року, коли в міліції ввели знаки розрізнення армійського зразка, головний директор міліції, отримує на бірюзові петлиці з червоними кантами по чотири сині ромби та шиту золоту зірку. Ці знаки розрізнення (за винятком службових кольорів) співпадали зі знаками розрізнення армійського командарму 1-го рангу.
| Молодше звання Директор міліції | ГУРСМ НКВС 1936-1943 Головний директор міліції | Старше звання - |